# Босоногие (монахи)
Босоногие  (лат. discalceati, то есть необутые) — монахи и монахини (босоногие), не носящие обуви совсем или в течение определённого времени (с 1 мая до Воздвижения Честного Креста) или же носящие вместо обуви лишь сандалии, то есть подметки (из дерева, кожи, веревок) с ремнями. Первого обычая придерживаются босоногие францисканцы-обсерванты, последователи святого Петра Алькантрийского, которые появились в 1540 году в Пласенсии, в Испании, и распространились в Италии, особенно в Неаполе. Монахини кальварийской Божией Матери держатся второго обычая.
Босоногие не образуют самостоятельного ордена, а являют собой лишь высшую степень аскетической жизни в различных монашеских орденах, напр. у францисканцев, августинцев, мерценариев, камальдулов и др. Этот вид аскетического искуса широко распространила особенно св. Тереза, основательница кармелитского ордена босоногих в Испании в 1560 году. Босоногие ссылаются на слова Спасителя, запретившего своим ученикам брать на дорогу обувь. «Ни сумы на дорогу, ни двух одежд, ни обуви, ни посоха» (Матф. 10, 10).